# Kip Winger
Charles Frederick Kip Winger, född 21 juni 1961, är en amerikansk basist och sångare, mest känd som frontman för bandet Winger och som basist för Alice Cooper på 1980-talet.

## Biografi

### Uppväxt & tidig karriär
Kip Winger föddes i Colorado 1961. Hans föräldrar medverkade i en jazztrio och Winger började redan i tidig ålder lära sig musik. Hans första musikgrupp, Blackwood Creek, startade redan när han var sju år gammal, med bröderna Paul och Nate och en kompis vid namn Pete Fletcher. De började spela i skolor när Winger var 9. Under skoltiden spelade gruppen tillsammans under namnen Colorado och Wingerz, alltid då Kip hann smita från sina dans- och konststudier. Han dansade balett i tre år och medverkade i små musikalroller.
1979 flyttade bandet till New York, men fick inget skivkontrakt. Winger återvände igen till The Big Apple år 1982 och träffade en producent vid namn Beau Hill, som då producerade bland annat Ratt och Fiona Flanagan. Winger medverkade med bas och sång och låtskrivande på en Ratt-skiva och skrev musik för Fiona. Under samma tid grundade Winger bandet ViceVersa med Reb Beach, en ung studiogitarrist, och trummisen David Rosenberg, men de lyckades inte få något kontrakt.

### Alice Cooper & Winger
Beau Hill producerade härnäst Alice Coopers skiva Constrictor. Cooper behövde en basist och Winger var mer än glad over att få hjälpa till. Han turnerade med Cooper på The Nightmare Returns-turnén och spelade ännu in Raise Your Fist and Yell, som producerades av legenden Michael Wagener.
1987 turnerade Winger med Kitaro, varefter han, Reb Beach, Rod Morgenstein och brodern Paul gick in i studion för att spela in en skiva med det nya bandet, Winger. Mellan 1988 och 1993 spelade Winger in tre album, som sålde guld och platina och gjorde Winger till en grupp med stjärnstatus. Men 1993 blev det svårt för det halvpoppiga gladmetalbandet att hävda sig. Musiken förändrades och grungen tog död på allt som kunde liknas vid hair metal.

### Solokarriären
Winger tog en paus från musiken, för att återvända 1997 med skivan THISCONVERSATIONSEEMSLIKEADREAM. Musiken visade en mjukare och mer experimentell och melodisk sida av Winger. Strax innen skivan släpptes, avled Wingers fru och han fann sig förvirrad och desillusionerad. Han flyttade för en tid till Egypten och plockade där upp sitt liv och dessutom en hel del musikaliska influenser.
1998 återvände han till USA och producerade en skiva (Speak) för Rob Eberhard Young. På samma gång arbetade han och Noble Kime på nästa soloprojekt, Songs from the Ocean Floor, en summering av alla musikaliska influenser och en uppgörelse med livspartnerns död. Av en händelse fick han samma år kontakt med Cenk Eroglu, en turkisk gitarrist bosatt i Istanbul. Winger tog chansen och åkte över för att samarbeta med Eroglu.
1999 spelade han in musik för filmen The Greenskeeper och år 2000 kom soloskivan Songs from the Ocean Floor ut. 2002 återförenades Winger för en turné, varefter Kip sysslade med en del små projekt, bland annat tillsammans med Alan Parsons, Whitesnake, KISS och Magna Carta och återförenades med sitt barndomsband Blackwood Creek.  2004 gjorde han också musiken till filmen Sorority. Han turnerade också akustiskt som soloartist mellan varven.
2005 kom Cenk Eroglus och Wingers skiva Grounded ut under bandnamnet Xcarnation. År 2006 återförenades igen bandet Winger och släppte skivan Winger IV. Kip fortsätter sin brokiga musikerkarriär på sidan om bandet, senast med den experimentella soloplattan From The Moon To The Sun.

## Kip Wingers band
- Winger
- Alice Cooper
- Blackwood Creek
- Colorado/Wingerz
- ViceVersa
- Xcarnation

## Diskografi

### Soloalbum
- This Conversation Seems Like A Dream (1997)
- Down Incognito (Liveskiva a.k.a. "Made By Hand") (1998)
- Songs From The Ocean Floor (2000)
- From The Moon To The Sun (2008)

### Med Winger
- Winger (1987)
- In The Heart Of The Young (1991)
- Pull (1993)
- Winger IV (2006)
- Live (2007)
- Karma (2009)
- Better Days Comin' (2014)

### Övrigt
- Constrictor (Alice Cooper, 1985)
- Raise Your Fist And Yell (Alice Cooper, 1986)
- Beyond The Pale (Fiona, 1986)
- House Of Love (Blue Yonder, 1987)
- Kane Roberts (Kane Roberts, 1987)
- Hearts Of Fire (Soundtrack, 1987)
- Trash (Alice Cooper, 1989)
- Heart Like A Gun (Fiona, 1989)
- Ride (Seven Days, 1998, som mixare)
- Speak (Rob Eberheart Young, 1999, som producent)
- Rhythm of Time (Jordan Rudess, 2004)
- Grounded (Xcarnation, 2005)
- The Mob (The Mob, 2005, som producent)